# Alfred Reszkiewicz

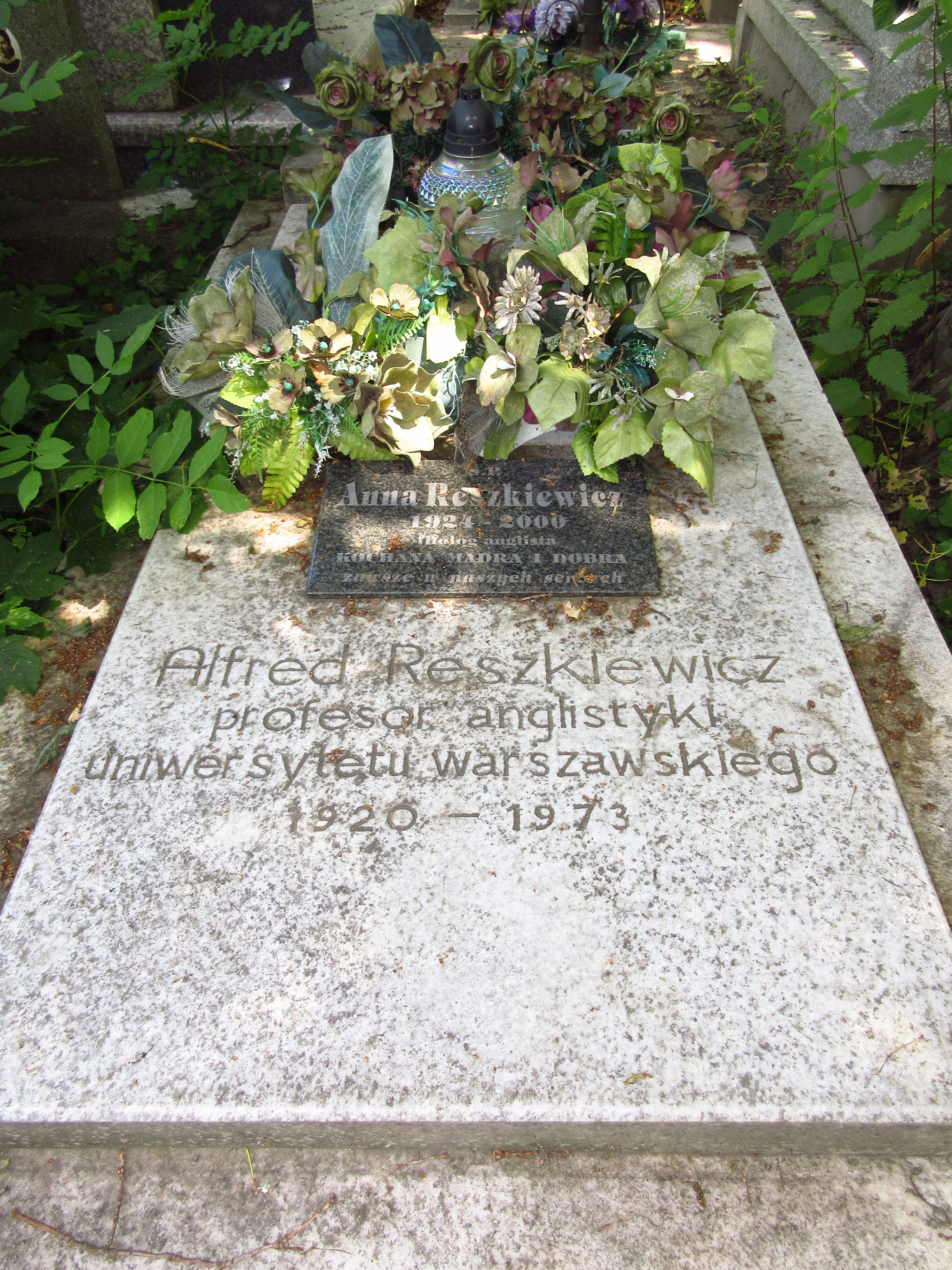
Grób profesora Alfreda Reszkiewicza na Cmentarzu Bródnowskim (kwatera 22O-IV-2).

Alfred Reszkiewicz (ur. 19 kwietnia 1920 w Gorlicach, zm. 21 sierpnia 1973 w Poznaniu) – anglista.
Profesor Uniwersytetu Jagiellońskiego i Uniwersytetu Warszawskiego, autor pierwszych lekcji radiowych języka angielskiego w latach 1957–1959, autor licznych podręczników akademickich. Współtwórca Słowniczka angielsko-polskiego i polsko-angielskiego.

## Dzieła (wybór)
- Synchronic Essentials of Old English, wydania: Państwowe Wydawnictwo Naukowe 1971, Państwowe Wydawnictwo Naukowe 1973, Wydawnictwo Naukowe PWN 1998
- A diachronic grammar of Old English, wydania: Państwowe Wydawnictwo Naukowe 1973, Wydawnictwo Naukowe PWN 1996
- Correct Your English Pronunciation, wydania: Państwowe Wydawnictwo Naukowe 1981, Państwowe Wydawnictwo Naukowe 1984, Wydawnictwo Naukowe PWN 2005, Wydawnictwo Naukowe PWN 2008